# Eudactylinodes niger
Eudactylinodes niger är en kräftdjursart som först beskrevs av C. B. Wilson 1905.  Eudactylinodes niger ingår i släktet Eudactylinodes och familjen Eudactylinidae. Inga underarter finns listade i Catalogue of Life.